# Heronallenella
Heronallenella es un género de foraminífero bentónico de la familia Heronalleniidae, de la superfamilia Glabratelloidea, del suborden Rotaliina y del orden Rotaliida. Su especie tipo es Heronallenella boltovskoyi. Su rango cronoestratigráfico abarcaba el Holoceno.

## Clasificación
Heronallenella incluye a las siguientes especies:
- Heronallenella boltovskoyi
- Heronallenella unguiculata